# Melezio di Antiochia
Melezio di Antiochia (in latino Meletius; Melitene, ... – Costantinopoli, 381) è stato un arcivescovo siro di Sebastea e di Berea, poi patriarca di Antiochia dal 360 fino alla sua morte.
Protagonista delle controversie cristologiche del IV secolo, la sua posizione è dibattuta. Per tre volte (361–362, 365–366 e 371–378) fu costretto all'esilio da parte degli ariani acaciani (corrente a cui appartenevano l'imperatore Costanzo II, 337–361, e Valente, 364–378), che già nel 360 gli contrapposero il vescovo Euzoio; dovette però subire anche l'opposizione dalla parte più strettamente nicena della Chiesa antiochena, raccolta attorno a Paolino II e animata dalla testimonianza di Atanasio di Alessandria, entrambi fieri oppositori dell'arianesimo; questa situazione diede vita a un ulteirore scisma nella chiesa di Antiochia, che incluse anche il vescovo apollinarista Vitale.
Dopo la conclusione dell'ultimo periodo di esilio, uno degli ultimi atti di Melezio fu quello di presiedere il primo concilio di Costantinopoli, inaugurato nel maggio del 381; morì mentre il concilio era ancora in corso.
È venerato come santo e viene ricordato il 12 febbraio.

## Biografia
Melezio nacque a Melitene, nella Piccola Armenia, da genitori ricchi e nobili. Appare per la prima volta intorno al 357 come sostenitore di Acacio, vescovo di Cesarea. Acacio era il capo della fazione locale (poi nota come degli Acaciani) che sosteneva la formula omoeana, secondo la quale il Figlio è come il Padre senza riferimento all'essenza o alla sostanza; al contrario, gli omoiousiani sostenevano che Dio e Gesù Cristo sono di essenza simile e gli omoousiani che sono, come affermato nel Credo niceno, della stessa essenza. Melezio appare quindi per la prima volta come un ecclesiastico del partito di corte, e come tale divenne vescovo di Sebaste in successione a Eustazio. La nomina fu risentita dal clero omoousiano e Melezio si dimise dalla carica.
Secondo Socrate Scolastico, Melezio partecipò al sinodo di Seleucia nell'autunno del 359, sottoscrivendo poi la formula acaciana (omoea). All'inizio del 360 divenne vescovo di Antiochia, succedendo a Eudossio, che era stato trasferito alla sede di Costantinopoli. All'inizio dell'anno successivo (361) si trova in esilio. Secondo un'antica tradizione, supportata da testimonianze tratte da Epifanio di Cipro e Giovanni Crisostomo, ciò fu dovuto a un sermone predicato davanti all'imperatore Costanzo II, in cui rivelò le sue opinioni omoousiane. Questa spiegazione, tuttavia, è respinta da G. F. Loofs in quanto il sermone non contiene nulla di incoerente con la posizione acaciana sostenuta dal partito di corte; d'altra parte, ci sono prove di conflitti con il clero, a prescindere da qualsiasi questione di ortodossia, che potrebbero aver portato alla deposizione del vescovo. Melezio credeva che la verità risiedesse in delicate distinzioni, ma la sua formula era così indefinita che è difficile coglierla con precisione. Non era né un niceno convinto né un ariano deciso.
Il successore di Melezio fu Euzoio, un ariano. Nella stessa Antiochia Melezio continuò ad avere aderenti, che tenevano funzioni separate nella chiesa apostolica della città vecchia. Lo scisma meleziano fu complicato, inoltre, dalla presenza in città di un'altra setta antiariana, più rigidamente aderente alla formula omoousiana, che manteneva la tradizione del vescovo deposto Eustazio e che in questo periodo era governata dal presbitero Paolino. Il sinodo di Alessandria (362) inviò dei deputati per tentare un accordo tra le due Chiese antiariane; ma prima del loro arrivo Paolino era stato consacrato vescovo da Lucifero di Cagliari. Quando, in seguito alla decisione dell'imperatore Giuliano, Melezio tornò, si ritrovò a essere uno dei tre vescovi rivali. In conseguenza, i niceni di Antiochia si trovarono in un ulteriore scisma tra Melezio e l'eustaziano Paolino, talvolta detto scisma meleziano (da non confondersi con il precedente scisma meleziano).
Atanasio di Alessandria giunse ad Antiochia per ordine dell'imperatore ed espresse a Melezio il desiderio di entrare in comunione con lui. Melezio tardò a rispondergli, e Atanasio se ne andò avendo ammesso alla sua comunione Paolino, che non aveva ancora riconosciuto come vescovo; il partito niceno, e in particolare Atanasio, mantenne la comunione solo con Paolino. Per due volte, nel 365 e nel 371 o 372, Melezio fu esiliato per decreto dell'imperatore Valente. Un'ulteriore complicazione si aggiunse quando, nel 375, Vitalio, uno dei presbiteri di Melezio, fu consacrato vescovo dal vescovo Apollinare di Laodicea. Dopo la morte di Valente, nel 378, l'imperatore d'Occidente Graziano rimosse Euzoio, consegnando le chiese a Melezio. Anche Teodosio I, il nuovo imperatore d'Oriente, favorì Melezio, che si era sempre più avvicinato alle posizioni del Credo niceno.
Al suo ritorno ad Antiochia, Melezio fu acclamato come capo dei Niceni. In quanto tale, nell'ottobre del 379 presiedette il sinodo di Antiochia, in cui fu stabilito l'accordo dogmatico tra Oriente e Occidente. Aiutò Gregorio Nazianzeno a ottenere la sede di Costantinopoli e presiedette anche il primo concilio di Costantinopoli del 381, il secondo concilio ecumenico. Paolino, tuttavia, era l'uomo preferito da Roma e Alessandria; Girolamo accompagnò Paolino a Roma per assicurargli un maggiore sostegno.
Nel frattempo, Ambrogio, vescovo di Milano, si occupava degli ariani in Occidente: convinse Graziano a convocare un sinodo ecclesiastico, il concilio di Aquileia (381), che depose due vescovi della provincia orientale della Dacia, Palladio di Raziaria e Secondiano di Singiduno, e chiese agli imperatori Teodosio e Graziano di convocare ad Alessandria un concilio generale di tutti i vescovi per porre fine allo scisma meleziano di Antiochia.   Le due fazioni rimaste a dividere la Chiesa antiochena erano i sostenitori di Melezio e quelli di Paolino. Una temporanea pacificazione si ebbe quando sei dei principali presbiteri giurarono di non chiedere essi stessi la consacrazione episcopale, ma di accettare come vescovo di Antiochia chi dei due rivali fosse sopravvissuto all'altro.

### Scisma della Chiesa antiochena dopo la sua morte
Melezio morì poco dopo l'apertura del primo concilio di Costantinopoli e l'imperatore Teodosio, che lo aveva accolto con particolare riguardo, ordinò che il suo corpo fosse trasportato ad Antiochia e sepolto con gli onori di un santo. Lo scisma tuttavia, non si concluse immediatamente con la sua morte. Nonostante il consiglio di Gregorio Nazianzeno, Paolino non fu riconosciuto come unico vescovo e Flaviano fu consacrato come successore di Melezio.
Gli Eustaziani, invece, elessero Evagrio come vescovo alla morte di Paolino nel 388. Nel 399, Giovanni Crisostomo, che era stato ordinato diacono da Melezio, ma che in seguito si separò dal suo gruppo e accettò l'ordinazione sacerdotale per mano di Evagrio, assicurò la riconciliazione tra Flaviano e le sedi di Alessandria e Roma. Tuttavia, gli Eustaziani di Antiochia attesero fino al 415 per accettare Flaviano.